# Louise Thaden

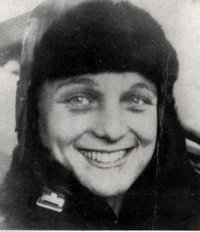
Louise Thaden

Louise Thaden (* 12. November 1905 in Bentonville; † 9. November 1979 in High Point) war eine US-amerikanische Pilotin. Als weibliche Flugpionierin und Siegerin mehrerer Flugwettbewerbe gehörte sie zu den bekanntesten amerikanischen Fliegerinnen ihrer Zeit.
Louise Thaden wuchs als Iris Louise McPhetridge auf einer Farm in Bentonville auf. Sie studierte Journalismus und Sportunterricht an der University of Arkansas. Als Angestellte von Walter Beechs Flugzeughersteller Travel Air Company erlernte sie das Fliegen und erhielt 1928 ihre Fluglizenz. Als Pilotin stellte sie Höhen-, Reichweite- und Geschwindigkeitsrekorde auf. 1929 wurde sie Siegerin des Women’s Air Derby. Im Jahr 1936 gewann sie mit ihrer Kopilotin Blanche Noyes als erste Frau die Bendix Trophy. Schon seit ihrer Heirat mit dem Armeepiloten Herbert von Thaden im Jahr 1928 stetig zwischen Familie und Beruf hin- und herpendelnd, zog sich die zweifache Mutter in den späten Dreißigern ganz von der Wettkampffliegerei zurück. 1951 wurde der Flugplatz von Bentonville in Louise M. Thaden Field umbenannt. Im November 1979 starb Louise Thaden in High Point. 1999 wurde sie in die National Aviation Hall of Fame aufgenommen.

## Werke
- High, Wide, and Frightened. Stackpole Sons, New York 1938. Neuausgabe: University of Arkansas Press, 2004, ISBN 978-1-55728-766-3.